# Chilopsis
Chilopsis es un género de plantas con flores que contiene una única especie, Chilopsis linearis, llamado asimismo mimbre. 

## Descripción
Es un pequeño árbol nativo del sudoeste de EE. UU. y  norte de México. Es común verlas en corrientes y riveras hasta una altura de 1500 metros.

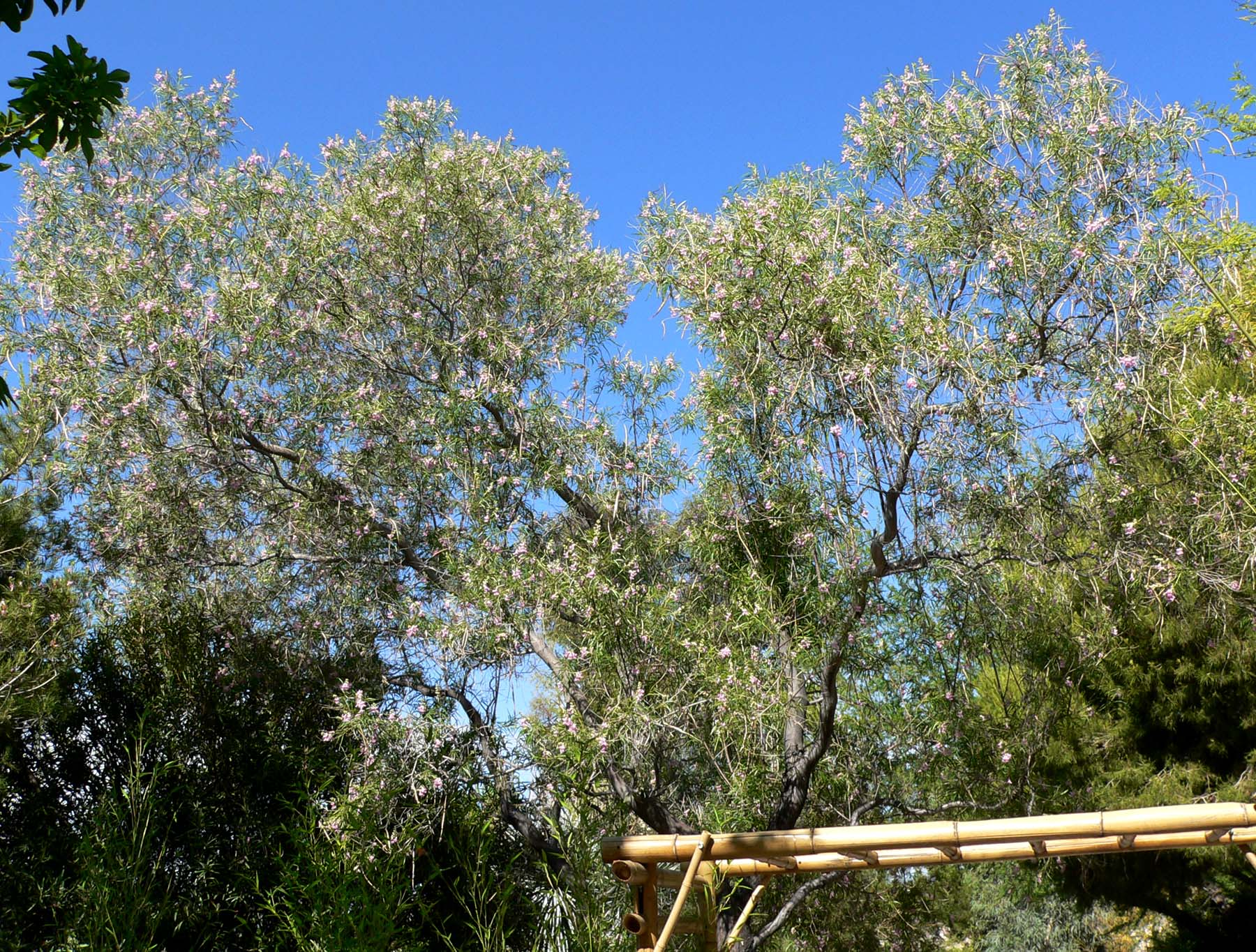
Flores.

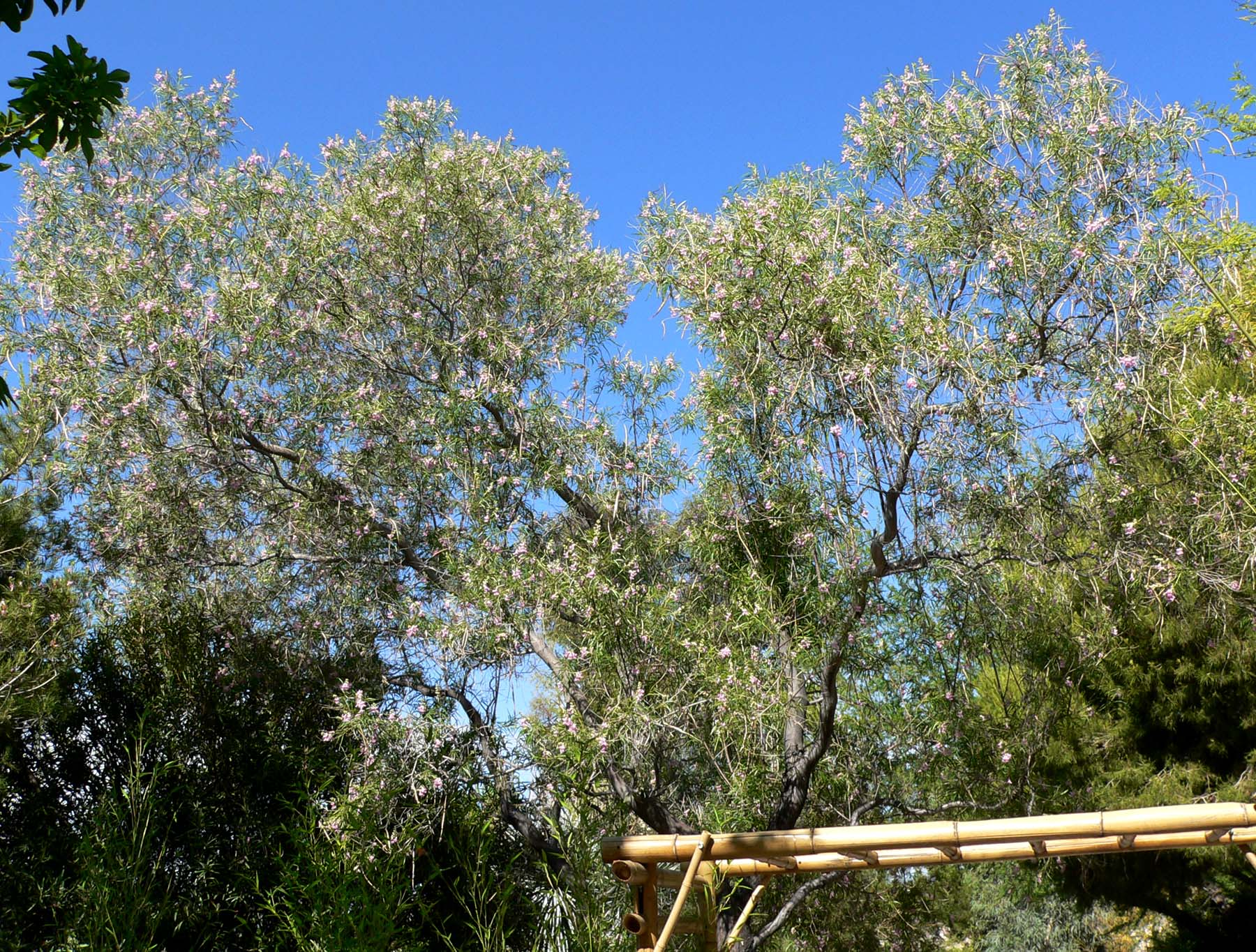
Vista de la planta

Alcanza de 1,5 a 8 metros de altura, puede tener la apariencia general de otro arbusto o pequeño árbol. Las hojas lineales y curvadas alcanzan 10-26 cm de longitud y 2-4 mm de ancho, son caducifolias.
Las flores ocupan una panícula terminal o racimo, tienen 2-4 flores que se abren al mismo tiempo. Los sépalos es color púrpura, mientras que la corola de 2-5 cm. varían de color lavanda a rosado. El fruto contiene numerosas semillas. 
- Hay dos subespecies:
  - Chilopsis linearis subsp. linearis. Utah, Arizona, Nuevo México, oeste de Texas, México.
  - Chilopsis linearis subsp. arcuata. Nevada, California, Baja California.

Chilopsis esta estrechamente relacionado con el género  Catalpa y pueden conseguirse híbridos de los dos géneros. Este híbrido entre  Chilopsis linearis y Catalpa bignonioides ha sido llamado  ×Chitalpa tashkentensis; como su nombre sugiere, este híbrido se realizó por primera vez en el jardín botánico de Taskent en Uzbekistán.

## Cultivo
Originaria del suroeste de Estados Unidos. Se propaga por semilla fresca y madura (germina en 5-15 días, es importante no juntar muchas ni hundirlas en la tierra), también por esqueje semimaduro en verano o madurado a finales de otoño.
Crece deprisa, tolera la sequedad, el calor, la salinidad, vientos y temperaturas de hasta -15 °C. 
Requiere suelo poroso, arenoso, húmedo, con muy buen drenaje, entre sol y sombra o a pleno sol. Tiene baja tolerancia al exceso de agua y de fertilizantes. Regar en verano, de vez en cuando de forma intensa. Al principio de verano dar abono nitrogenado a las plantas jóvenes, en pequeñas cantidades.

## Propiedades
Indicaciones: La infusión de flores se usa contra la tos y como estimulante en afecciones cardíacas.

## Taxonomía
Chilopsis linearis fue descrita por (Cav.) Sweet y publicado en Hortus Britannicus 9: 261. 1823.
subsp. linearis
- Bignonia linearis Cav.
- Chilopsis glutinosa Engelm.
- Chilopsis linearis var. glutinosa (Engelm.) Fosberg
- Chilopsis linearis var. originaria Fosberg
- Chilopsis linearis var. tomenticaulis Henrickson
- Chilopsis saligna D.Don

subsp. arcuata (Fosberg) Henrickson
- Chilopsis linearis var. arcuata Fosberg[3][4]